# عيسى البري
عيسى عبد الوهاب البري لاعب كرة قدم بحريني يلعب حاليا لصالح نادي الدرجة الأولى المالكية البحريني في خط الوسط.